# Корсунь-Шевченковский
Ко́рсунь-Шевче́нковский (в настоящее время разные словари допускают разные варианты склонения названия, укр. Ко́рсунь-Шевче́нківський, до 1929 — Корсунь) — город в Черкасской области Украины. Входит в Черкасский район, до 2020 года был административным центром упразднённого Корсунь-Шевченковского района.

## Географическое положение
Расположен на реке Рось (притоке Днепра).

## История
Согласно данным летописей, Корсунь основан в 1032 году князем Ярославом Мудрым и входил в состав Поросской линии, оборонявшей Русь от набегов кочевников. В 1240 году город был разрушен Батыем. Во времена Речи Посполитой 8 февраля 1585 года Корсунь получил от польского короля Стефана Батория магдебургское право и был отстроен братьями князьями Вишневецкими.
Корсунь был среди основных центров восстания Хмельницкого. Близ Корсуня в мае 1648 года состоялось Корсунское сражение между войсками Богдана Хмельницкого и 26-тысячным польским войском. На Корсунской раде в 1657 году гетманом  был избран Иван Выговский.
С 1778 года староством Корсунь управлял князь Станислав Понятовский. Построил суконные и шёлковую фабрики, фабрику по производству селитры. В 1782—1789 годах на островах реки Рось была построена усадьба архитекторами Жаном Анри Мюнцем и Яном Дисиором Линдсеем.
После второго раздела Речи Посполитой Корсунь вошёл в состав Российской империи. Староство Корсунь было подарено Павлом I Петру Васильевичу Лопухину. После отставки в 1835 году в Корсуне жил князь Павел Лопухин. Наследником титула и имения после его смерти в 1873 году стал Николай Демидов.
В 1855 году вспыхнуло выступление «Киевская козаччина». 10 апреля более 4 тысяч крестьян города и окрестных сёл собрались в городке и потребовали от властей издать им царский указ об освобождении от крепостного права. Недалеко от Спасо-Преображенского храма произошла вооружённая стычка с военной командой, во время которой был убит росийсский унтер-офицер и ориентировочно 20 крестьян. Над выжившими зачинщиками был проведён показательный суд.
30 июля 1941 года город был оккупирован нацистскими войсками.
В период Второй мировой войны в начале 1944 года в районе города Красная Армия провела успешную операцию по окружению и разгрому 55-тысячной группировки немецких войск (Корсунь-Шевченковская операция или Корсунь-Шевченковский котёл — второй по количеству окружённых нацистских войск после Сталинградской битвы). За эту операцию Корсунь-Шевченковский был награждён Орденом Отечественной войны 1 степени. 14 февраля 1944 года Корсунь был освобождён от нацистов.
Войска 2-го Украинского фронта, освобождавшие город:
- 52-й армии в составе: 73-го ск (генерал-майор Батицкий, Павел Фёдорович) в составе: части войск 206-й сд (полковник Колесников Владимир Павлович), 294-й сд (полковник Сергеев, Леонид Гаврилович).
- 5-й воздушной армии в составе: 1-го гв. штурмового авиакорпуса (генерал-лейтенант авиации Рязанов, Василий Георгиевич) в составе: 8-й гв. штурмовой авиадивизии (полковник Родякин, Фёдор Григорьевич), 9-й гв. шад (генерал-майор авиации Агальцов, Филипп Александрович), 12-й гв. истребительной авиадивизии (генерал-майор авиации Баранчук, Константин Гаврилович).

Войскам, участвовавшим в боях под Корсунь-Шевченковским, приказом ВГК от 18 февраля 1944 года объявлена благодарность и в Москве дан салют 20-ю артиллерийскими залпами из 224 орудий.
Приказом Ставки ВГК от 26.02.1944 года № 045 в ознаменование одержанной победы соединения и части, отличившиеся в боях за освобождение города Корсунь, получили наименование «Корсунских»:
- 41-я гвардейская стрелковая дивизия (генерал-майор Цветков, Константин Николаевич)
- 202-я стрелковая дивизия (полковник Ревенко, Зиновий Саввич)
- 206-я стрелковая дивизия (полковник Колесников, Владимир Павлович)
- 12-я гвардейская кавалерийская дивизия (генерал-майор Григорович, Владимир Иосифович)
- 63-я кавалерийская дивизия (генерал-майор Белошниченко, Кузьма Романович)
- 6-я зенитная артиллерийская дивизия (полковник Межинский, Геннадий Павлович)
- 7-я гвардейская мотострелковая бригада (полковник Петухов, Пантелей Васильевич)
- 32-я мотострелковая бригада (подполковник Маршев, Михаил Филиппович)
- 11-я гвардейская танковая бригада (полковник Кошаев, Николай Михайлович)
- 8-й гвардейский тяжёлый танковый полк (подполковник Земляной, Андрей Григорьевич)
- 1896-й самоходный артиллерийский полк (подполковник Зайцев, Дмитрий Васильевич)
- 150-й гвардейский истребительный противотанковый артиллерийский Корсунский полк (майор Казанков, Митрофан Виссарионович)
- 315-й гвардейский истребительный противотанковый артиллерийский полк (подполковник Шевченко, Мефодий Леонтьевич)
- 452-й армейский истребительный противотанковый артиллерийский полк (подполковник Солодовников, Николай Михайлович)
- 206-й отдельный истребительный противотанковый артиллерийский дивизион (майор Шпиц, Иван Григорьевич)
- 1328-й армейский пушечный артиллерийский полк (подполковник Ратанов, Анатолий Михайлович)
- 466-й армейский миномётный полк (майор Самболя, Пётр Илларионович)
- 480-й армейский миномётный полк (подполковник Штурман, Александр Георгиевич)
- 249-й армейский зенитный артиллерийский полк (майор Дардикер, Израиль Абрамович)
- 4-й отдельный полк связи (подполковник Горбачёв, Александр Максимович)
- 25-й армейский инженерный батальон (майор Могилевцев, Иван Иванович)
- 38-й армейский инженерный батальон (майор Шпиц, Иосиф Хацкелеевич)
- 48-й армейский инженерный батальон (майор Терентьев, Илья Захарович)[12]

Современное имя город получил в 1929 году в честь Тараса Шевченко, родившегося в 34 км от Корсуня, в селе Моринцы. В июле 1945 вышло постановление «Об организации исторического музея в городе Корсунь-Шевченковский».
До 1954 года город входил в состав Киевской области, а после — Черкасской.
Указом Президиума Верховного Совета СССР от 1 декабря 1981 года город был награждён орденом Отечественной войны I степени «за мужество и отвагу, проявленные трудящимися города в борьбе с немецко-фашистскими захватчиками в годы Великой Отечественной войны, достигнутые успехи в хозяйственном и культурном строительстве».
В 1972 году население составляло 17,8 тыс. человек, здесь действовали станкостроительный завод, механический завод, ремонтный завод, завод строительных материалов, асфальтовый завод, кукурузокалибровочный завод, маслодельный завод, плодоконсервный завод, винодельческий комбинат, швейная фабрика, фабрика плетёных изделий, предприятия ж.-д. транспорта, а также педагогическое училище, медицинское училище и музей истории Корсунь-Шевченковской битвы.
В мае 1995 года Кабинет министров Украины утвердил решение о приватизации находившихся в городе машиностроительного завода, АТП-17144, станкостроительного завода и райсельхозхимии, в июле 1995 года было утверждено решение о приватизации завода продтоваров.
В июне 2004 года было возбуждено дело о банкротстве комбикормового завода.

## Население
В январе 1989 года численность населения составляла 22 762 человека.
На 1 января 2013 года численность населения составляла 18 655 человек.

### Языковой состав
Родной язык населения по данным переписи 2001 года:
| Язык       | Численность, чел. | Доля     |
| ---------- | ----------------- | -------- |
| Украинский | 18 158            | 93,95 %  |
| Русский    | 765               | 3,96 %   |
| Другие     | 405               | 2,09 %   |
| Итого      | 19 328            | 100,00 % |

## Транспорт
Железнодорожная станция Корсунь на линии Киев — Черкассы Одесской железной дороги.

## Культура, достопримечательности
В городе действуют три общеобразовательные школы, гимназия, лицей, реабилитационный центр для особенных детей, детская спортивная школа, центр детского юношеского творчества, аграрный лицей, профтехучилище, педагогический колледж им. Т. Г. Шевченко, филиалы Уманского государственного университета и Черкасского технологического университета.
Среди основных достопримечательностей:
- Корсунь-Шевченковский государственный историко-культурный заповедник:

- Ландшафтный парк вдоль берегов реки Рось;
- Усадьба Станислава Понятовского (позднее Лопухиных-Демидовых). В настоящее время в зданиях усадьбы расположены:

- Музей «Дворец Понятовского» (в здании дворца);
- Исторический музей;
- Военный музей (в процессе разработки).

## Галерея
- Парковая аллея к замку Лопухиных
- Вид на речку Рось
- Вид на микрорайон
- Въездные ворота дворца Лопухиных
- Дворец Лопухиных
- Вид на дворец
- Зелёный остров
- Каньон Шумки
- Памятник в честь произведений Шевченко
- Малая ГЭС, 1934 г.
- Памятник Ян и Наталка